# Solimão ibne Abedal Maleque
Solimão ibne Abedal Maleque (em árabe: سليمان بن عبد الملك, lit. 'Sulayman bin Abd al-Malik') (c. 674 – 717), também chamado de Solimão I, foi um califa omíada que reinou entre 715 e 717. Ele era irmão mais novo do califa anterior, Ualide I.

## Primeiros anos
Sob o reinado de seu irmão Ualide I, ele foi o governador da Palestina. No contexto da política tribal vigente entre os árabes do Oriente Médio da época, ele se aliou aos iamanis. Quando Iázide ibne Almoalabe conseguiu fugir das mãos do grande general Alhajaje ibne Iúçufe, ele tentou se refugiar com Solimão na Palestina, que concedeu-lhe o asilo. Alhajaje pressionou então Ualide I sobre a questão e o califa ordenou que Solimão o enviasse Iázide preso, o que ele fez, só que com seu próprio filho acorrentado nele para que pudessem apresentar ao califa uma carta sua em defesa de Iázide. Ualide se compadeceu e informou Hajaje o final da história.

## Ascensão ao poder
Solimão foi aclamado califa em 23 de fevereiro de 715, o dia da morte de Ualide. Ele apontou Iázide ibne Almoalabe como governador da Mesopotâmia e Sale ibne Abderramão como administrador financeiro da região. Sale também recebeu instruções para prender e executar a família de Hajaje, um dos líderes mais proeminentes (o outro era Cutaiba ibne Muslim) do grupo que apoiara a sucessão do filho de Ualide, Iázide, ao invés de Solimão. Hajaje porém morreu antes que Ualide e, portanto, não estava mais vivo para representar uma ameaça.
Cutaiba ficou muito preocupado com a ascensão de Solimão ao trono. Ele primeiro enviou um mensageiro ao califa com cartas afirmando a sua lealdade, da mesma forma que ele havido sido leal aos califas anteriores, e urgindo Solimão a não substitui Cutaiba como governador de Coração (Irã) por Iázide ibne Almoalabe e, finalmente, se o mensageiro entendesse que isso aconteceria, com a renúncia de Cutaiba dos votos de lealdade a Solimão. O califa enviou o mensageiro de volta com uma confirmação do governo de Cutaiba. Porém, este já havia tentado se rebelar e fora rejeitado por suas tropas, que o mataram e enviaram sua cabeça para Solimão.
Solimão finalmente apontou Iázide ibne Almoalabe para governar Coração, que ficou contente com a possibilidade de escapar do rigor financeiro de Sale na Mesopotâmia.

## Políticas do califa
Como Solimão permanecia em contato com os iamanis, ele não se mudou para Damasco quando se tornou califa, permanecendo em Ramla, na Palestina. O governador de Coração, Iázide, continuava a expansão do Islã nas partes mais montanhosas do Irão como o Tabaristão. Neste período, Solimão enviou também um grande exército sob Maslama ibne Abedal Maleque para atacar a capital bizantina, Constantinopla. Este foi um ataque determinado que durou todo o inverno. Os exércitos do califa também marcharam além do território bizantino e atacaram uma fortaleza eslava. O cerco de Constantinopla provocou carestia tanto na cidade quanto entre os sitiantes. Após a intervenção do Império Búlgaro em prol dos bizantinos, o cerco fracassou e teve que ser levantando.
No aspecto da administração doméstica, Solimão construiu poços em Meca para os peregrinos e organizou a obrigatoriedade das orações. Ele era também conhecido por sua excepcional habilidade na oratória.

## Sucessão
Em 98AH (716-717) Solimão nomeou seu filho Aiube herdeiro do trono, mas ele morreu no mesmo ano. O califa chegou a considerar nomear outro filho no lugar, mas recebeu conselhos de que era incerto quais dos seus filhos que estavam lutando em Constantinopla estavam vivos e os demais eram jovens demais. Assim, ele quebrou com a tradição hereditária e nomeou Omar ibne Abdalazize (Omar II) como seu sucessor. Omar tinha a reputação de ser uma das mais sábias, competentes e piedosas pessoas da época. Este tipo de apontamento era raro, embora ele tecnicamente estivesse em acordo com o método islâmico sunita de designação de um sucessor, algo que a sucessão hereditária não estava.

## Morte
Sua morte ocorreu em 22 de setembro ou 1 de outubro de 717. Atabari preservou a seguinte passagem sobre ele (de Ali Suaíme ibne Hafes):
| “ | Uma escrava que pertencia a Solimão olhou para ele um dia e ele perguntou a ela "O que você acha do que vê?" Ela recitou: Você é o melhor para se deleitar - se apenas você fosse durar. / Mas o homem não detém a imortalidade. Eu desconheço qualquer mancha em você / que outras pessoas tem, exceto a de que você irá morrer. | ” |

Conta a tradição que após perguntar como ele estava no auge de sua vida, ele teria morrido uma semana depois.